# فابريزيو بوليتي
فابريزيو بوليتي (بالإيطالية: Fabrizio Poletti)‏ (مواليد 13 يوليو 1943) هو لاعب كرة قدم. يلعب مع منتخب إيطاليا لكرة القدم. سبق له أن لعب في كأس العالم لكرة القدم مع منتخب بلاده.

## روابط خارجية
- فابريزيو بوليتي على موقع الاتحاد الدولي (مؤرشف)  (الإنجليزية)
- فابريزيو بوليتي على موقع قاعدة بيانات كرة القدم.إي يو (الإنجليزية)
- فابريزيو بوليتي على موقع ناشيونال فوتبول تيمز (الإنجليزية)
- فابريزيو بوليتي على موقع عالم كرة القدم.نت (الإنجليزية)